# Caldas
Caldas là một tỉnh của Colombia được đặt tên theo Francisco José de Caldas. Tỉnh này thuộc vùng Andes và có tỉnh lỵ là Manizales.  Caldas thuộc vùng trục trồng cà phê Colombia cùng với Risaralda và Quindio.

## Các đô thị
1. Aguadas
2. Anserma
3. Aranzazu
4. Belalcázar
5. Chinchiná
6. Filadelfia
7. La Dorada
8. La Merced
9. Manizales
10. Manzanares
11. Marmato
12. Marquetalia
13. Marulanda
14. Neira
15. Norcasia
16. Pácora
17. Palestina
18. Pensilvania
19. Riosucio
20. Risaralda
21. Salamina
22. Samaná
23. San José
24. Supía
25. Victoria
26. Villamaría
27. Viterbo

## Huyện của Caldas
Caldas có 6 huyện:

### Huyện Nam Trung
- Manizales (thủ phủ)
- Chinchina
- Neira
- Palestina
- Villamaría

### Huyện Hạ Tây
- Anserma (thủ phủ)
- Belalcazar
- Risaralda
- San José
- Viterbo

### Huyện Thượng Tây
- Supía (thủ phủ)
- Filadelfia
- La Merced
- Marmato
- Riosucio

### Huyện Bắc
- Aguadas
- Aranzazu
- Pacora
- Salamina

### Huyện Thượng Đông
- Manzanares
- Marquetalia
- Marulanda
- Pensilvania

### Huyện Magdalena Caldense
- La Dorada (thủ phủ)
- Norcasia
- Samaná
- Victoria